# Studebaker Commander
El Studebaker Commander es el nombre de varios automóviles producidos por Studebaker Corporation de South Bend (Indiana) (Estados Unidos) y Studebaker de Canadá Ltd de Walkerville y, más tarde, Hamilton (Ontario) (Canadá). Studebaker comenzó a usar el nombre Commander en 1927: p258  y continuó usándolo hasta 1964, con la excepción de 1936 y 1959-63. El nombre se aplicó a varios productos de la gama de la compañía de año en año. El Commander era el producto principal de la compañía y el Studebaker Champion era el modelo básico, mientras que otros diseños duraron poco o cambiaron de nombre según lo requirieron las condiciones del mercado.

## Historia

### 1920

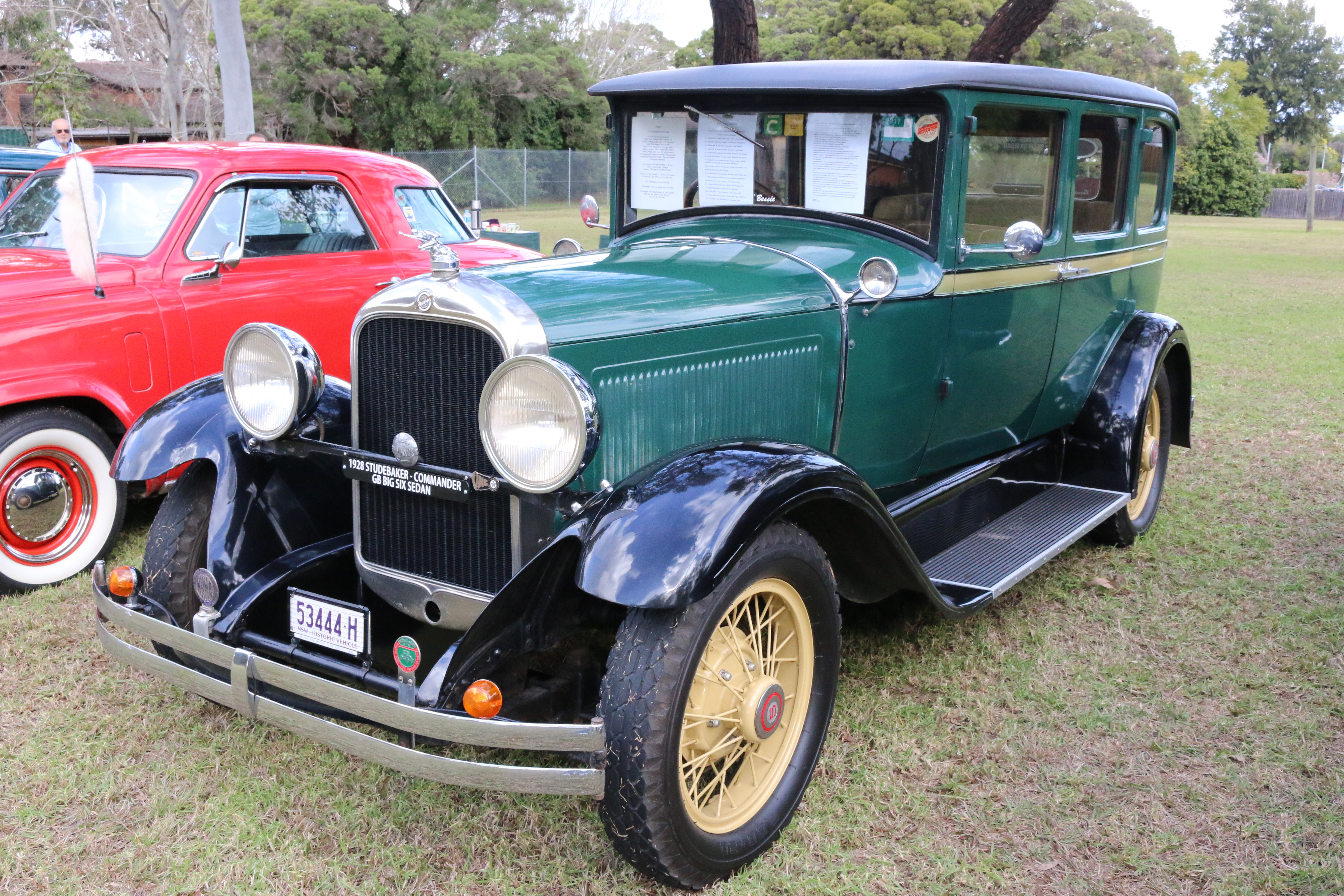
Studebaker Commander GB Big Six Sedán de 1928

Hasta la aparición del President de 8 cilindros en enero de 1928, todos los coches Studebaker de la década de 1920 estaban equipados con motores de seis cilindros en línea. Había tres modelos básicos: el Light Six, el Special Six y el Big Six, que desarrollaban 40 HP (29,8 kW; 40,6 CV), 50 HP (37,3 kW; 50,7 CV) y 60 HP (44,7 kW; 60,8 CV) respectivamente a 2000 rpm. El primer Commander, en 1927, fue una continuación del Special Six de gama media, con un motor de 226 plg³ (3,7 L). Su durabilidad y resistencia les valieron un gran renombre en todo el mundo. El Commander GB de 1928 era un descendiente del Big Six, y estaba propulsado por el probado motor de 354 plg³ (5,8 L), modificado para rendir 75 HP (55,9 kW; 76,0 CV) a 2400 rpm. En octubre de 1928, tres Commander Six se alinearon en el Atlantic City Speedway para batir el récord de velocidad de las 15 000 mi (24 140 km) (a una velocidad media de 64,25 mph (103,4 km/h)) que ostentaba el Auburn Speedster con motor de ocho cilindros en línea, un coche mucho más caro. 
No solo lograron el récord, sino que luego establecieron nuevos registros de hasta 25 000 millas (40 233,5 km). Los dos deportivos descapotables promediaron más de 65 mph (104,6 km/h) y el sedán, que había volcado debido a las placas heladas formadas durante una de las carreras nocturnas y había sido reparado apresuradamente, promedió casi 62 mph.: p259 
Después de esto, los tres coches fueron examinados de cerca, parte por parte, y se estableció que eran estrictamente automóviles de serie, idénticos en todos los aspectos a los disponibles en cualquier concesionario de Studebaker.: p259 
En Australia, una tripulación formada por tres pilotos liderada por Norman "Wizard" Smith abordó los récords terrestres utilizando un roadster Commander. En una carrera de 3000 millas de Fremantle a Sídney, batieron el récord anterior en 12 horas 23 minutos a pesar de recorrer 450 millas a través de una lluvia cegadora y tener que vadear un río cuando un puente había sido arrasado por el agua. El equipo descansó un poco más de tres horas antes de intentar otro récord en la pista de otras 600 millas hasta Brisbane.
Estos modelos Six fueron los últimos descendientes de los resistentes automóviles diseñados para las carreteras en mal estado a principios del siglo XX, con propulsores de gran par motor y de construcción fuerte, aunque se adaptaban menos a las velocidades de crucero cada vez más altas que fueron posibles gracias a mejores carreteras en los años posteriores.: p239 
En 1929, Studebaker agregó un Commander de 8 cilindros a la gama.

### 1930
En 1935, el Commander fue retirado de la línea de productos de Studebaker, solo para ser recuperado en 1937, cuando el nombre se aplicó a la gama menos costosa de la firma, anteriormente conocido como Dictator. Studebaker introdujo el Champion en 1939, y la línea Commander se reubicó nuevamente, ahora como vehículo de gama media.
|  |  |  |

### 1940
Inmediatamente después de Segunda Guerra Mundial, Studebaker dejó de producir el modelo President, siendo recobrada otra vez la denominación Commander. También se lanzó nuevamente un modelo de batalla extendida del Commander, el Land Cruiser.
La novedosa forma proyectada por Raymond Loewy para el Commander y el Champion de 1947, especialmente vistosa en el Starlight cupé, generó una tendencia en el diseño de la parte posterior de los vehículos americanos de la época.
|  |  |  |

### 1950

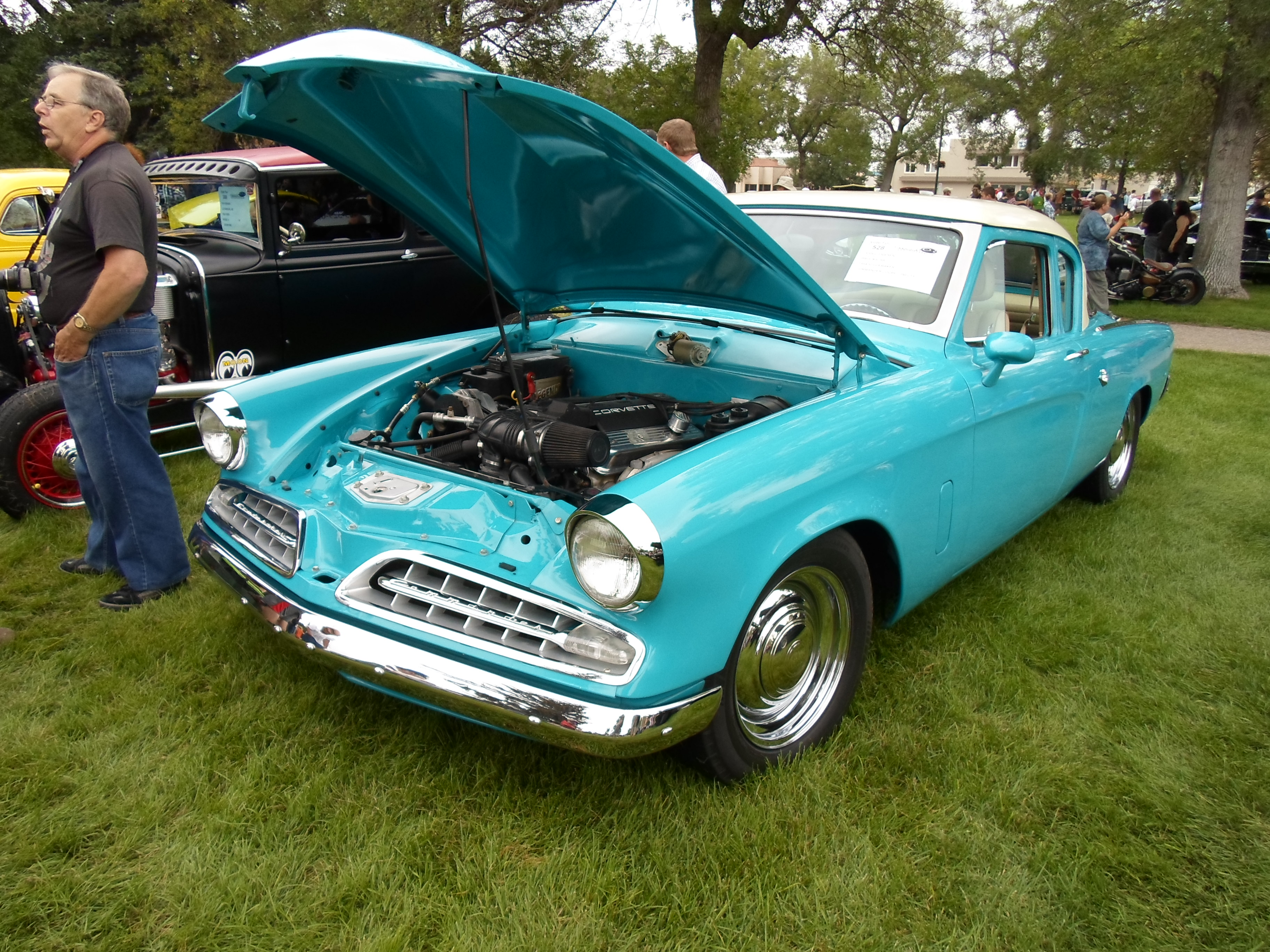
Studebaker Commander V8 Deluxe Starlight Cupé de 1954

El Champion de 1950 era distinto del Commander, que tenía un parachoques distintivo procedente del modelo de 1949, guardabarros delanteros más largos y biseles de faros grandes, así como un distintivo adorno de capó estilo avión de reacción, de forma que compartía apariencia con el Ford 1949 Sedán. En 1953 se actualizó su aspecto, que compartía algunas características de apariencia con el Citroën DS, que apareció en 1955.
En una prueba de carretera realizada en 1953 por la revista Popular Mechanics, el Commander registró una aceleración de 0-60 mph de 17,9 segundos y su consumo era de 26,1 millas por galón americano (9 L/100 km) a 30 mph.
No se ofreció ningún convertible en 1953. Sin embargo, a finales de 1952 Studebaker produjo un prototipo de un convertible Commander para determinar si el modelo podría producirse en masa de manera rentable. El coche se basó en el diseño de techo rígido Starliner de 2 puertas de 1953. Posteriormente se modificó a las especificaciones del modelo de 1954, y en algunas ocasiones los ingenieros de la fábrica lo conducían por South Bend. Se necesitaron refuerzos estructurales adicionales para reducir la flexión de la carrocería. A pesar de que el automóvil estaba equipado con un motor V-8 de 232 pulgadas cúbicas (3,8 L), el peso estructural agregado aumentó el tiempo de aceleración del automóvil de 0 a 60 mph a un nivel inaceptable. Además, la empresa no tenía los recursos económicos necesarios para disponer de otro tipo de carrocerías en la línea de modelos.
Los directivos de la compañía pensaron erróneamente que los sedanes de 2 puertas, los sedanes de 4 puertas y el Conestoga familiar de 1954 se venderían mejor que los cupés de 2 puertas, por lo que los recursos de la compañía se concentraron en la producción de los sedanes y el familiar. Cuando ya no se necesitaba el prototipo del convertible, el ingeniero E. T. Reynolds ordenó que se desguazara y que se enviara la carrocería al cementerio de vehículos oculto en el campo de pruebas de la compañía, al oeste de South Bend. Un empleado que no era de ingeniería solicitó permiso para comprar el automóvil completo, en lugar de verlo pudrirse en el campo de pruebas con los prototipos anteriores de otros automóviles y camiones. El ingeniero jefe Gene Hardig discutió la solicitud con E.T. Reynolds. Acordaron permitir que el empleado comprara el automóvil con la condición de que nunca lo vendiera. En la década de 1970, el automóvil fue redescubierto detrás de una estación de servicio de South Bend y ya no es propiedad del ex empleado. Después de pasar finalmente por varios propietarios, el automóvil se encuentra ahora en una colección privada de automóviles Studebaker.
En 1955, Studebaker reintrodujo el nombre President para sus modelos premium y se aplicó el nombre Commander a los productos de gama media. La línea Commander se amplió con la introducción de una subserie Custom de menor precio, siendo básicamente un Champion con motor V8. Studebaker volvió a prescindir del nombre en la gama de 1958.

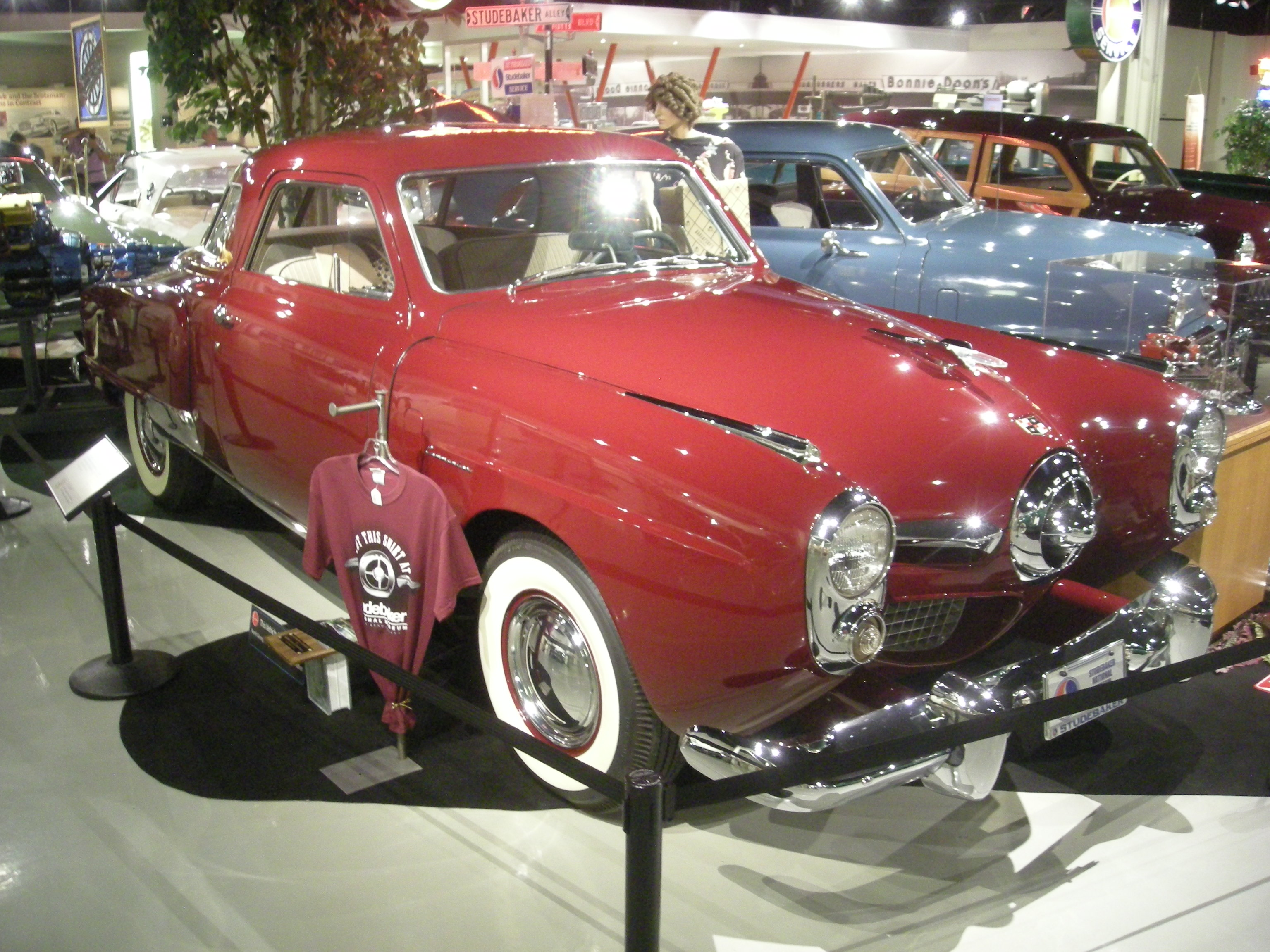
Studebaker Commander Starlight Cupé de 1950
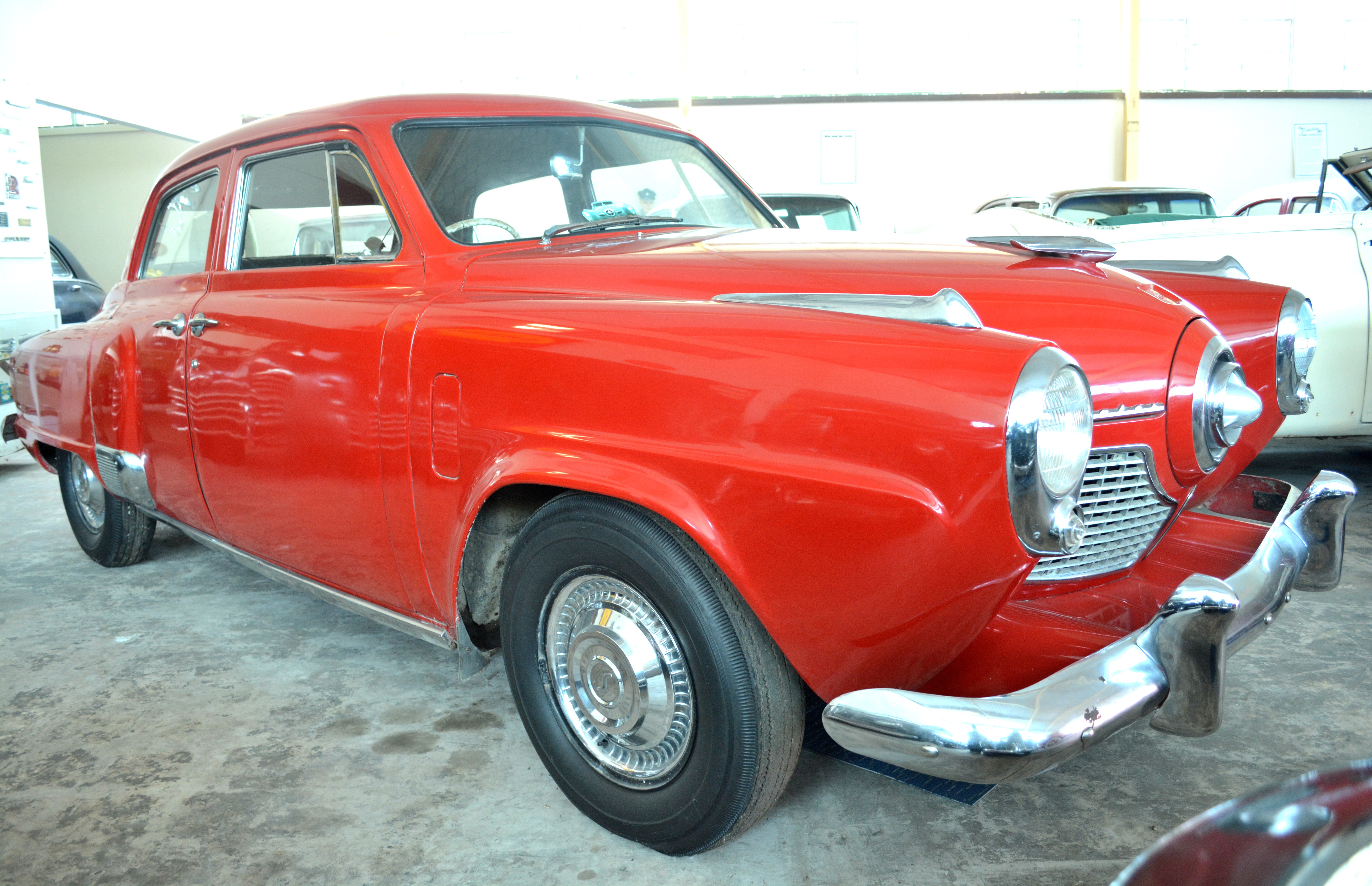
Studebaker Commander State 4-puertas Sedán de 1951
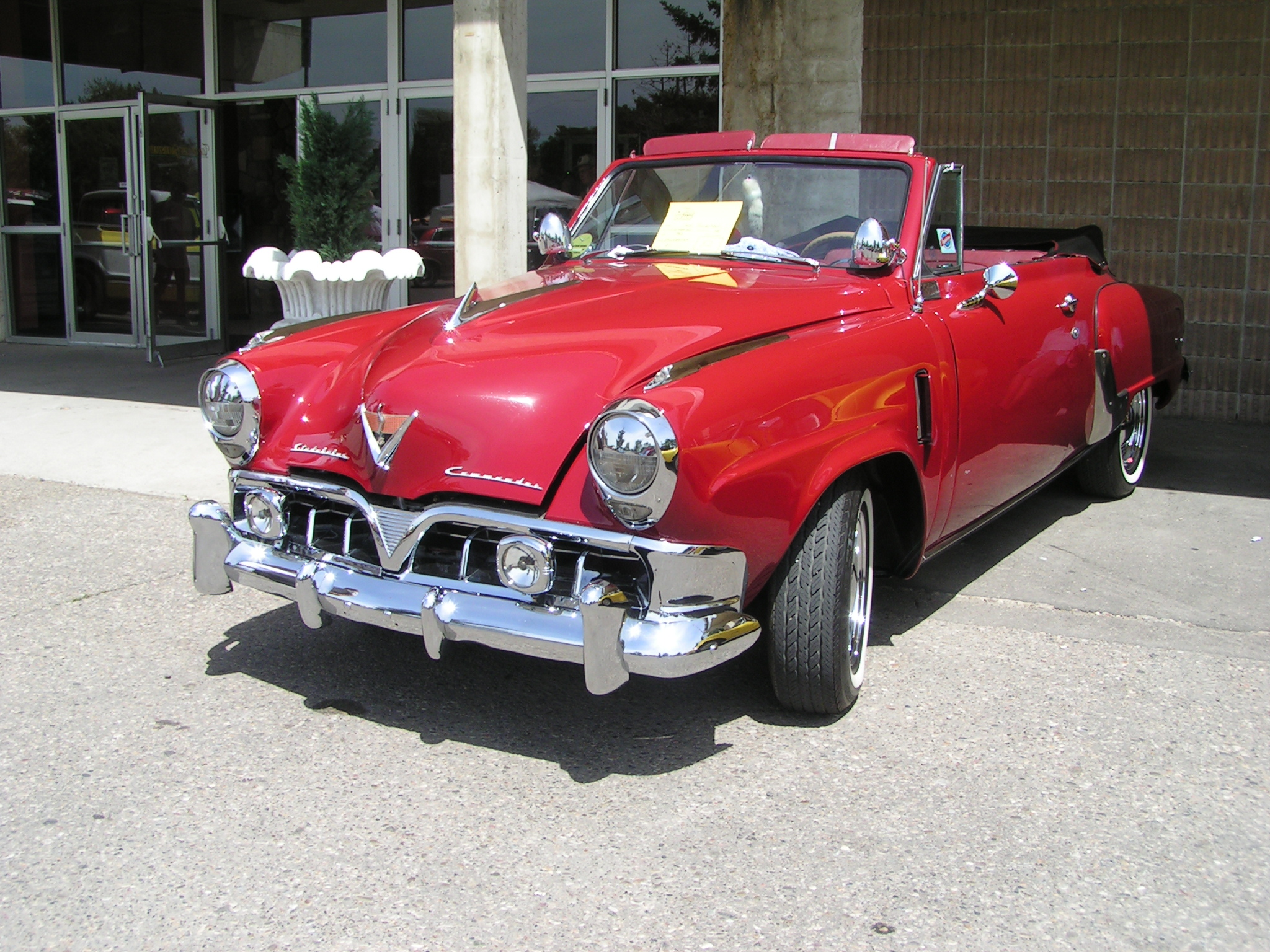
Studebaker Commander State Convertible de 1952
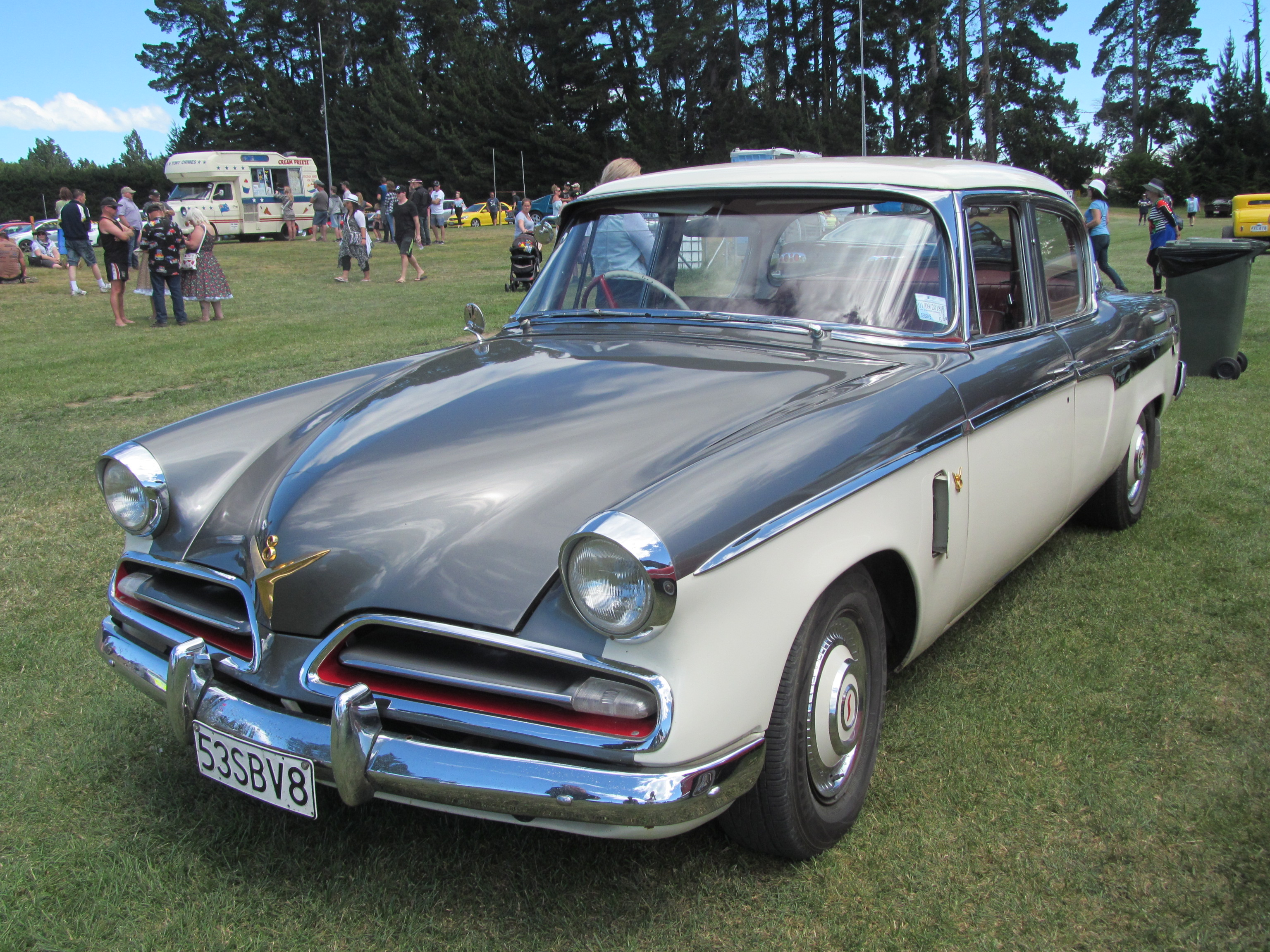
Studebaker Commander V-8 Regal 4-puertas Sedán de 1953

### 1960

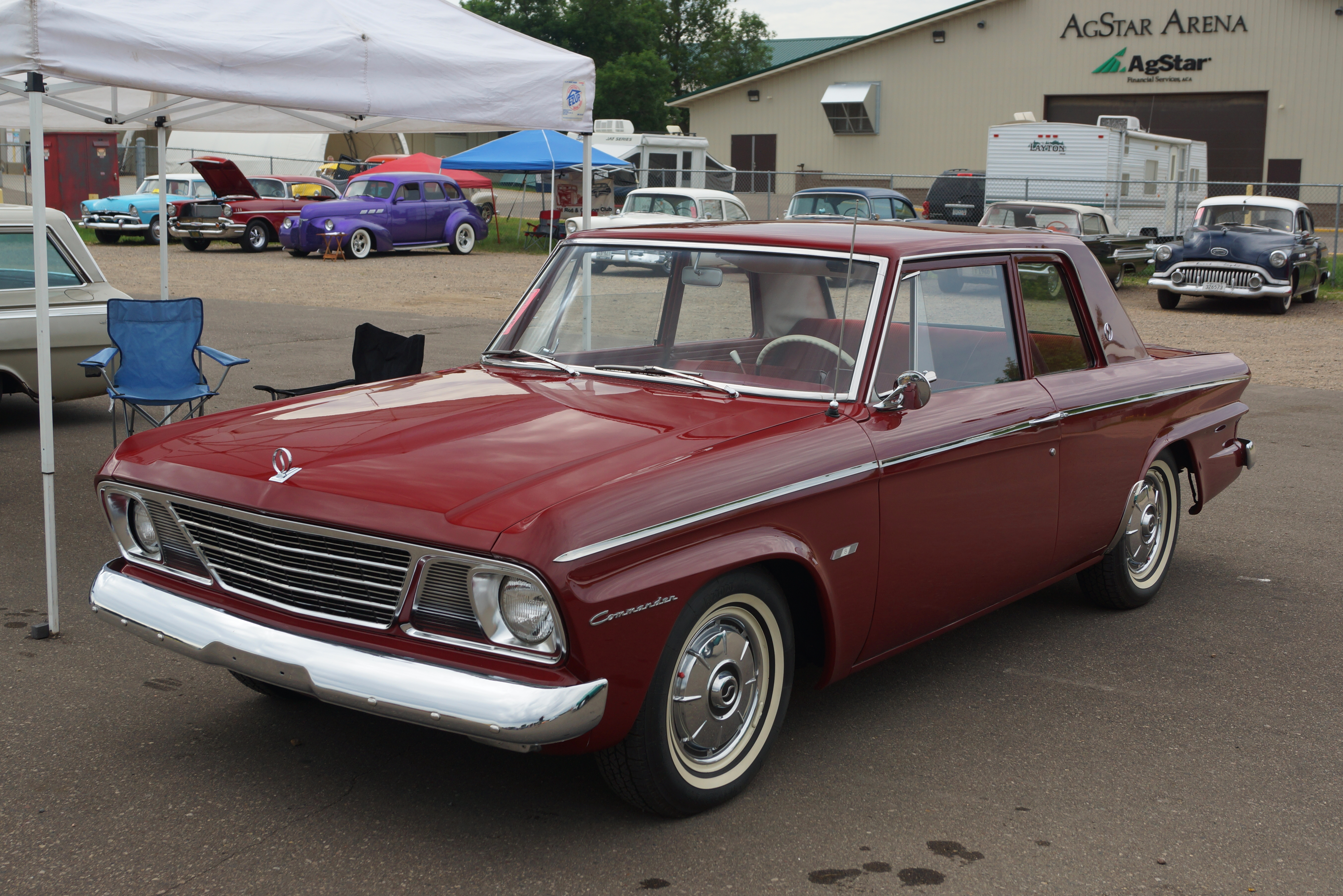
Studebaker Commander 2-puertas Sedán de 1964

En 1963, Studebaker resucitó nuevamente el nombre de Commander para su gama de 1964, aplicándolo al modelo Lark de menor precio, por debajo del Challenger. Estos coches solían tener una disposición de faros dobles que compartían con el Challenger, aunque eran opcionales. El Commander de 1965 compartía el sistema de cuatro faros delanteros del Daytona y del Cruiser, pero volvieron a utilizar faros sencillos en 1966. El 17 de marzo de 1966, Studebaker canceló la producción de todos sus vehículos.